# Tardelcuende
Tardelcuende ist ein Ort und eine zur bevölkerungsarmen Serranía Celtibérica gehörende Gemeinde (municipio) mit nur noch 424 Einwohnern (Stand: 2024) in der Provinz Soria im Osten der autonomen Gemeinschaft Kastilien-León in Spanien. Die Gemeinde besteht neben dem Hauptort Tardelcuende aus den Ortschaften Cascajosa und Osonilla.

## Lage
Tardelcuende liegt auf einem Hügel am Duero ca. 24 Kilometer (Fahrtstrecke) südwestlich der Provinzhauptstadt Soria in einer Höhe von ca. 990 m; bis nach Logroño sind es gut 100 km in Richtung Nordnordosten. Das Klima ist gemäßigt bis warm; Regen (ca. 515 mm/Jahr) fällt hauptsächlich im Winterhalbjahr.

## Bevölkerungsentwicklung
| Jahr      | 1970 | 1981 | 1991 | 2001 | 2011 | 2021 |
| Einwohner | 879  | 728  | 701  | 623  | 501  | 420  |

Infolge der Mechanisierung der Landwirtschaft, der Aufgabe bäuerlicher Kleinbetriebe und des daraus resultierenden geringeren Arbeitskräftebedarfs ist die Einwohnerzahl seit der Mitte des 20. Jahrhunderts deutlich zurückgegangen.

## Wirtschaft
Grundlage des Lebens und Überlebens der jahrhundertelang als Selbstversorger lebenden Bewohner von Cigudosa war und ist die Landwirtschaft, zu der natürlich auch die Viehzucht gehört. Einige der leerstehenden Häuser wurden in den letzten Jahrzehnten zu Ferienwohnungen (casas rurales) umgebaut.

## Sehenswürdigkeiten

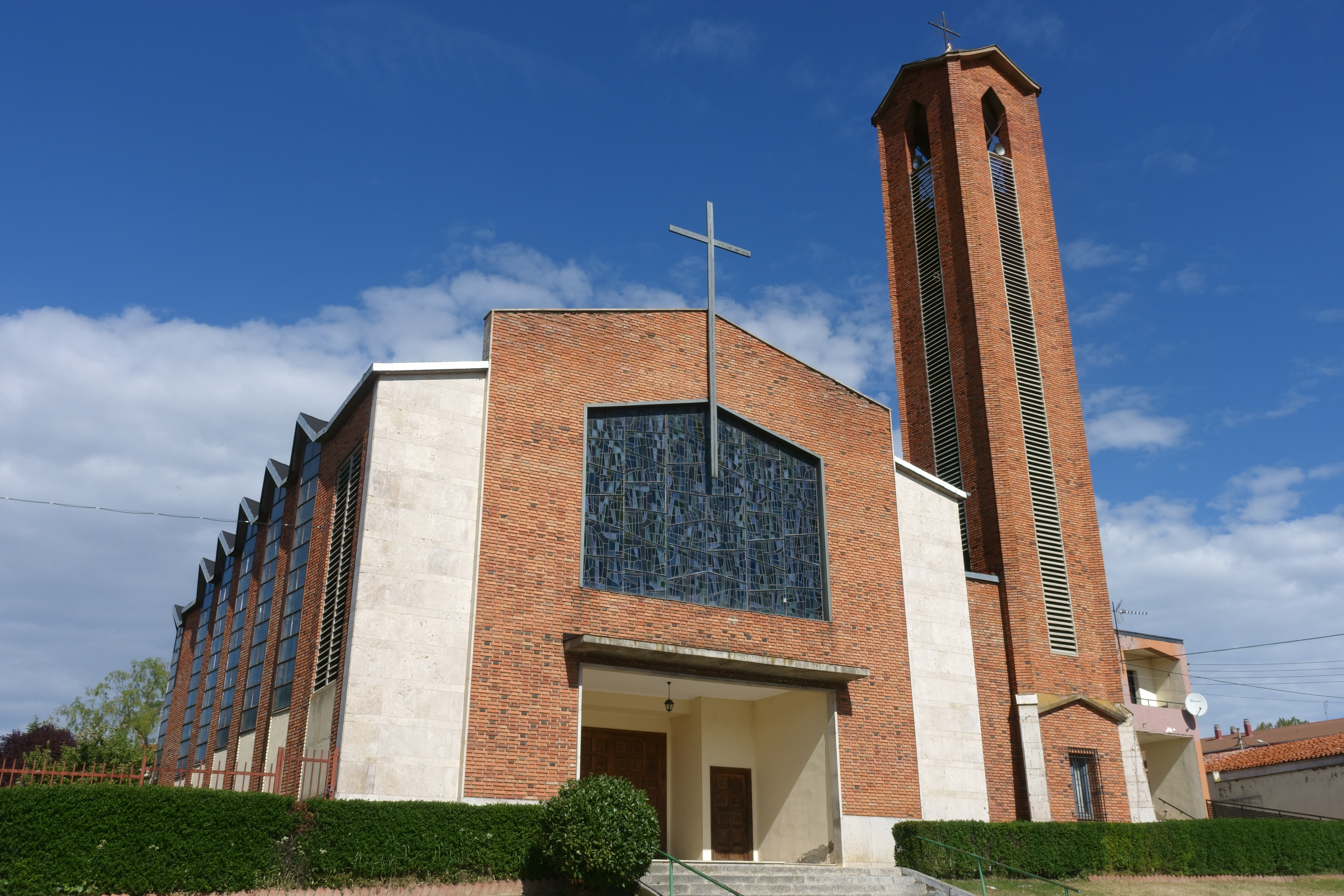
Kirche der Unbefleckten Empfängnis
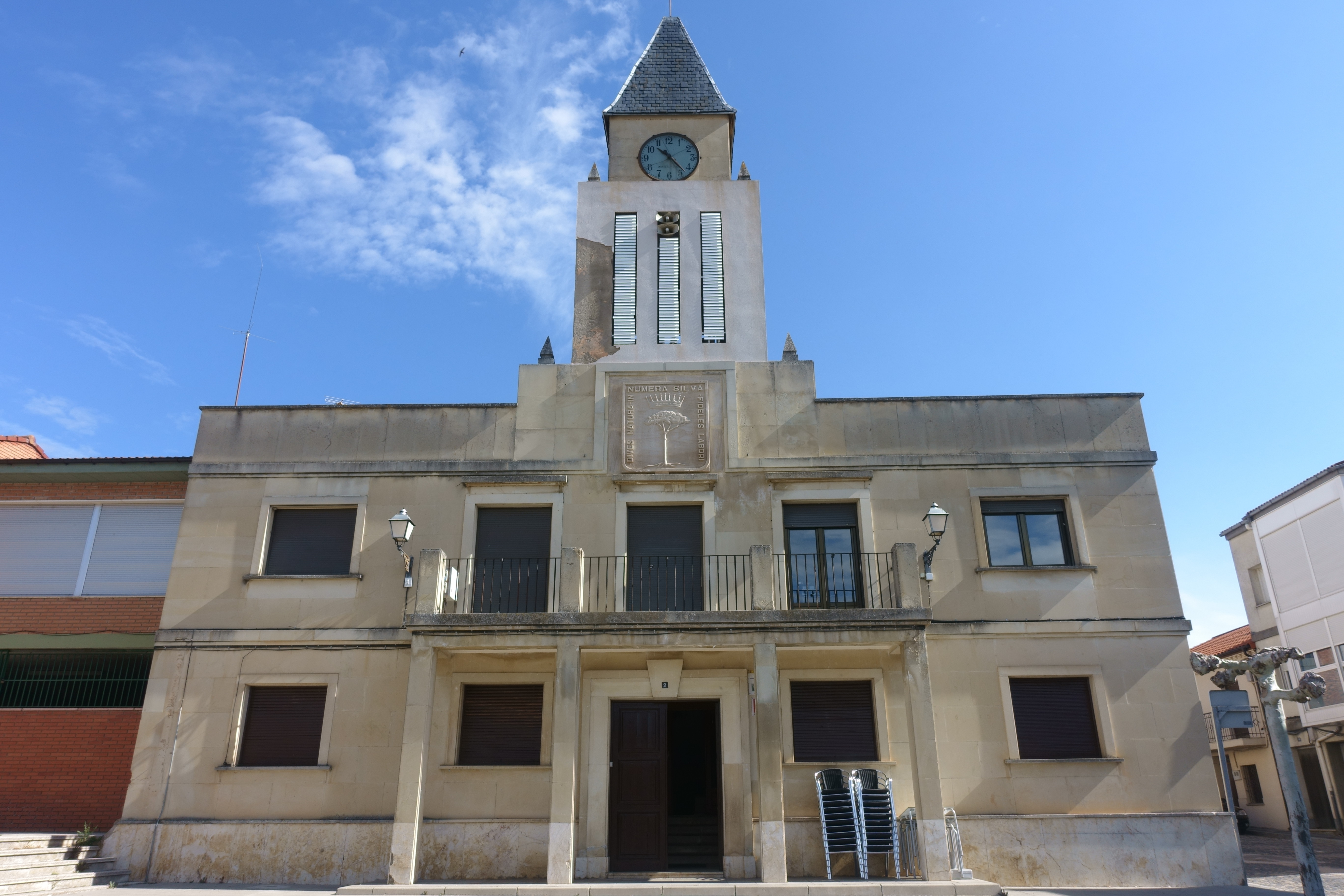
Rathaus

- Kirche der Unbefleckten Empfängnis
- Rathaus

## Persönlichkeiten
- Juan Antonio Gaya Nuño (1913–1976), Kunsthistoriker